# Lachesana vittata
Lachesana vittata är en spindelart som först beskrevs av Embrik Strand 1906.  Lachesana vittata ingår i släktet Lachesana och familjen Zodariidae.
Artens utbredningsområde är Tunisien. Inga underarter finns listade i Catalogue of Life.